# Jean-Pierre Saux
Pour les articles homonymes, voir Saux (homonymie).
Pas d'image ? Cliquez ici

a Compétitions nationales et continentales officielles uniquement.

b Matchs officiels uniquement.
Jean-Pierre Saux est un ancien joueur français de rugby à XV, né le 13 novembre 1928 à Paris et mort le 18 novembre 2007 à Biarritz, de 1,85 m pour 95 kg, ayant occupé le poste de deuxième ligne à la Section paloise de 1953 jusqu'à sa retraite en 1965, ainsi qu'en équipe de France. 
Jean-Pierre Saux est le neveu de Paul Saux, pilier champion de France avec la Section en 1928. 

## Biographie

### Section paloise
Jean-Pierre Saux débute en cadets à la Section paloise.

### CASG
A 17ans, Jean-Pierre Saux rejoint ensuite le CASG, club avec lequel il fut champion de France de 2e division en 1950. 

### Section paloise
Saux rejoint l'année suivante la Section paloise, club avec lequel il devient international et champion de France en 1964 en compagnie des autres « Grands »: François Moncla, Jean Piqué et André Abadie. 
Saux a obtenu l'Oscar du Midi olympique du meilleur joueur français pour l'année 1962.
Jean-Pierre Saux est contraint après la finale Challenge Yves du Manoir en 1964, perdue face à AS Béziers. En effet, un joueur adverse lui donna un coup de pied qui occasionna un décollement de la rétine de l’œil gauche. De multiples opérations lui permirent de sauver son œil, mais Saux dut mettre un terme à sa carrière.

### Entraîneur
Jean-Pierre Saux devint par la suite entraîneur, notamment de Stade montois rugby et du Football club oloronais simultanément.

## Palmarès
- 22 sélections en équipe de France, de 1960 à 1963
- 2 essais (6 points)
- Sélections par année : 4 en 1960, 9 en 1961, 5 en 1962, 4 en 1963
- Tournois des Cinq Nations disputés : 1960, 1961, 1962, 1963
- Victoires dans le Tournoi en 1960 (ex- aequo avec l'Angleterre), 1961 et 1962
- Tournées en Argentine en 1960, et en Nouvelle-Zélande et en Australie en 1961
- Champion de France en 1964 avec Pau à 36 ans
- Challenge Yves du Manoir en 1952 (Pau - par poule)
- Finaliste du challenge Yves du Manoir en 1953, 1959, 1962 et 1964 (Pau)